# Universidade Grenoble-Alpes
A Universidade Grenoble Alpes (UGA, do francês: Université Grenoble Alpes) é uma universidade pública de pesquisa localizada em Grenoble, nos alpes franceses. 
Está entre as 100 melhores universidades do mundo, sendo a 5ª melhor universidade francesa, segundo o Ranking de Xangai (2020).
A universidade foi fundada em 1339 sob o nome Universidade de Grenoble, tendo sido dividida em diferentes instituições em 1971. Três das instituições advindas da separação - Universidade Joseph Fourier, Universidade Pierre Mendès-França e Universidade Stendhal - fusionaram-se em 2016, formando a agora Universidade Grenoble Alpes. Após a fusão, seu campus conta com mais de 175 hectares, ganhando o prêmio de uma das 10 mais belas universidades na Europa. É também a 2ª maior universidade francesa em número de alunos, perdendo apenas para a Universidade de Aix-Marselha.  
A lista de seus estudantes ilustres conta com cientistas vencedores do prêmio Nobel, astronauta e presidentes.

## História
A universidade foi fundada pelo delfin Humberto II em 1339 e confirmada por bula papal de Bento XII datada de 12 de maio de 1339 para ensinar direito civil e canônico, medicina e as artes liberais. Entretanto, a instituição carecia de recursos e desapareceu, por não ter como sustentar-se, após a morte de Humberto II. Foi restabelecida, em 1542 por Francisco de Bourbon e unificada com a Universidade de Valência em 1565. Os habitantes de Grenoble tentaram, sem êxito, restabelecer a universidade várias vezes nos séculos XVI e XVII. Napoleão II restabeleceu as faculdades de direito, letras e ciências entre 1805-1808. Durante a restauração borbónica, em 1815 a Faculdade de Letras foi suprimida (restabelecida em 1847) e a Faculdade de Direito em 1818 (restabelecida em 1824). A Escola de Farmácia e Medicina foi estabelecida em 1866 e se converteu na quarta faculdade em 1894. Entretanto, nessa época a universidade tinha poucos estudantes e oferecia poucas titulações. O desenvolvimento das ciências na universidade foi favorecido pela transformação de Grenoble de uma cidade isolada nas montanhas em um importante fornecedor de técnicas e equipamentos elétricos na década de 1880. As faculdades foram inauguradas formalmente como a Universidade de Grenoble em 1879 na, então recentemente construída, Place Verdun.
O número de estudantes aumentou dos, aproximadamente 340 existentes em 1868, para 3 000 em 1930. O conceito de Établissement public à caractère scientifique, culturel et professionnel (EPCSP) desenvolveu-se à época de Edgar Faure como ministro da educação. Como resultado, a universidade foi dividida em diferentes organizações independentes em 1970 e tornou-se em dos maiores centros universitários da França com aproximadamente 60 000 estudantes em três grandes universidades. Em 2020, havia cerca de 9 000 estudantes internacionais matriculados, além de 8 000 pesquisadores externos convidados.

## A Divisão em Universidades distintas
Em 1970 foi dividida em várias instituições diferentes:
- Grenoble I: Universidade Joseph Fourier (Université Joseph Fourier - UJF) (ciências, tecnologia, geografia, medicina e farmácia);
- Grenoble II: Universidade Pierre Mendès-France (Université Pierre Mendès-France) (ciências sociais e humanas);
  - Sciences-Correio Grenoble: Instituto de Estudos Políticos de Grenoble (Institut d'études politiques de Grenoble) associado ao Grenoble II.
- Grenoble III: Universidade Stendhal (Université Stendhal) (línguas, letras, linguagem e comunicação)
- Grenoble-INP: Instituto Politécnico de Grenoble (Institut Polytechnique de Grenoble, antigo INPG: Instituto Nacional Politécnico de Grenoble) com cursos de engenharia. Trata-se igualmente de um estabelecimento de ensino superior com status de universidade: o Grenoble INP agrupa nove escolas de engenharia e diversos laboratórios de pesquisa, notabilizando-se pelo CENG, Centro de Estudos Nucleares de Grenoble e pelos laboratórios de Hidráulica e de Hidrologia. Além disso há alunos e professores de diversas nacionalidades, a exemplo dos professores brasileiros José M. de Azevedo Netto e Jorge Paes Rios.

Tal separação foi parcialmente abolida com a fusão das três principais universidades (Grenoble I, Grenoble II e Grenoble III) no ano de 2016, com INP ainda separado. Em 2020, o Instituto Politécnico de Grenoble, o Instituto de Estudos Políticos de Grenoble e a Escola de Arquitetura devem se fundir com a universidade para levar o nome de universidade integrada.

## Influência intelectual
Dada a profusão de estudiosos nos mais diversos ramos do conhecimento, Grenoble também orgulha-se de ser o berço de grandes escritores como Henry Beyle (Stendhal) e intelectuais notáveis a exemplo de Jean-Jacques Rousseau e Jean-Luc Godard e do pioneirismo em pesquisas, contando com inúmeros laboratórios, como o Comissariado de energia atômica e energias alternativas (CEA Grenoble), e outros, como os laboratórios de Hidráulica, de Hidrologia, o (E.S.R.F.) European Synchrotron Radiation Facility, e MINATEC.
Todavia, em questões mais objetivas, o fato é que as distintas instituições compartilhavam o mesmo campus e outras instalações. A partir de 2010 foi criado um projeto para a unificação das cinco organizações mas que ainda não se concretizou, portanto, a partir de 1970, o nome "Universidade de Grenoble" (Université de Grenoble) não se refere a uma instituição educativa com existência administrativa real.

### Professores de renome
Louis Balleydier; Jules Blache; Raoul Blanchard; Jean-François Champollion; Victor Del Litto; Joseph Fourier; Jacques Freyssinet; Jean Gaudemet; Jean Giroud; Jean Kuntzmann; Georges Lavau; Julien Luchaire; Michel Michel, (sociólogo); Louis Néel; Philippe Nozières; Alain Pessin; Bernard Vauquois; Gilles Lipovetsky, filósofo; Charles Petit-Dutaillis, membro da Academia de Inscrições e Belas-Letras.

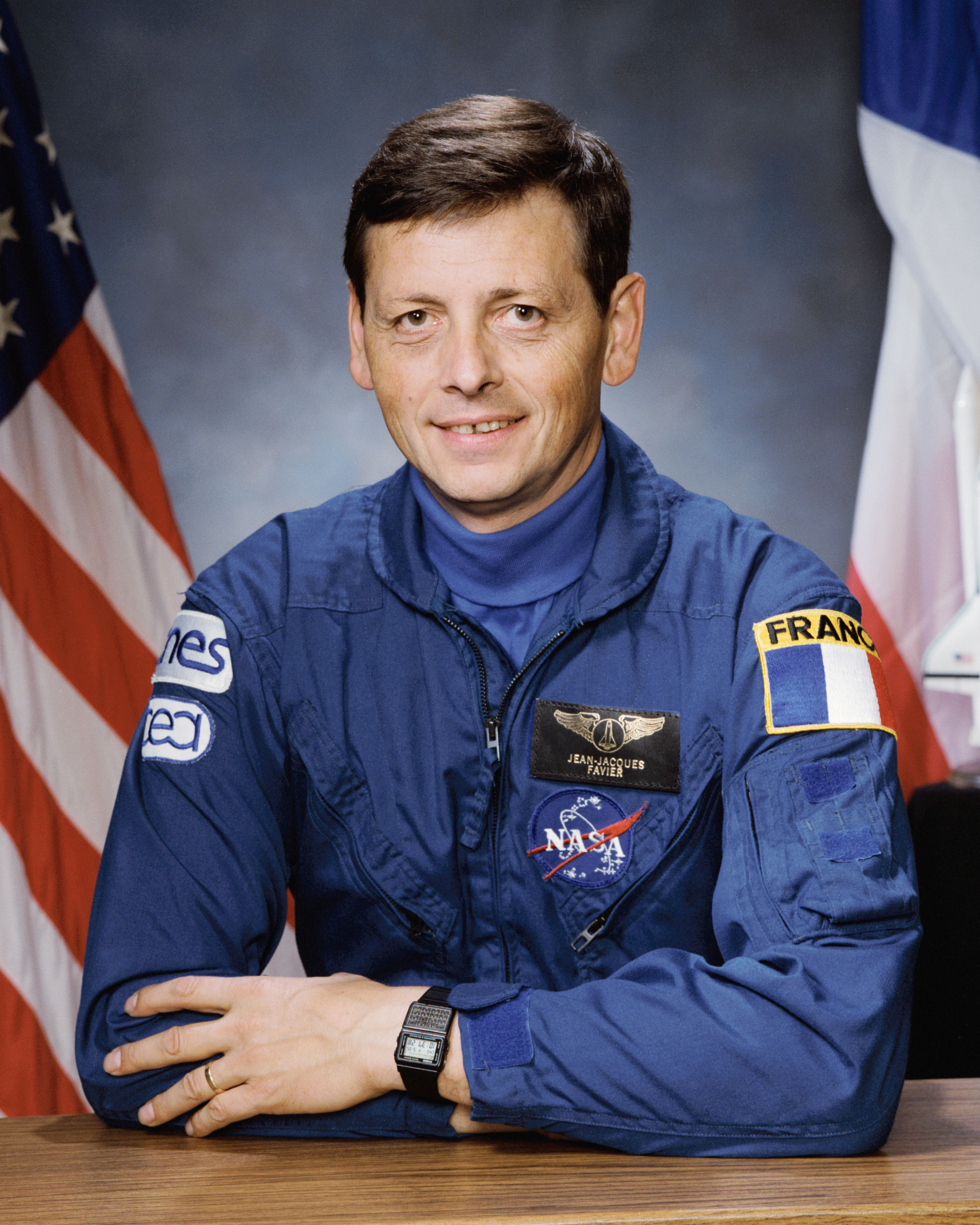
Jean-Jacques Favier.

### Estudantes de renome
- Vigdís Finnbogadóttir, 4º Presidente da Islândia;
- Abdoulaye Wade, 3º Presidente da República do Senegal;
- Maurice Gardès, bispo francês;
- Alain Planet, bispo francês;
- Pierre Bernard-Reymond, Secretário de Estado, e prefeito de Gap;
- Mohammed Bedjaoui, Presidente do Tribunal Internacional de Justiça em 1994 e 1997;
- Masako, Imperatriz do Japão;[15]
- Park Geun-hye, Presidente da Coreia do Sul;
- Charles Elachi, Diretor do Jet Propulsion Laboratory;
- Alim-Louis Benabid, Neurocirurgia, criador de Clinatec;
- Jean-Jacques Favier, astronauta francês.